# رامین حسین‌پور
رامین حسین‌پور (انگلیسی: Ramin Hosseinpour و زاده ۲۹ اسفند ۱۳۶۵ در تهران) کارگردان سینما، فیلم نامه نویس، تهیه‌کننده فیلم  و همچنین یک معمار، هنرمند مفهومی , آهنگساز و خواننده  ایرانی است.
رسانه‌های بین‌المللی به او لقب هنرمند چند استعدادی نیز داده‌اند و وی شناخته شده برای فیلم مستند کوتاه صورتگر (Sculpture) می باشد که جوایز بین‌المللی معتبر بسیاری با صورتگر کسب کرده است. 

## تحصیلات
وی کارگردان ایرانی است که دانش آموختهٔ  دکتری معماری و لیسانس سینما و موسیقی می باشد. رامین حسین پور در معماری به‌عنوان طراح و مدرس دانشگاه و در سینما به‌عنوان کارگردان، نویسنده و تهیه‌کننده فیلم و در موسیقی آهنگساز و خواننده شناخته می‌شود

## کارنامه و کارگردانی
رامین حسین‌ پور سال ۱۳۹۳ و ۱۳۹۴ فعالیت حرفه ای خود را با دو فیلم تلفیقی با نام غنیمت و اشتیاق آغاز کرد که این فیلم‌ها در فستیوال‌های بین‌المللی به عنوان فینالیست حضور پیدا کردند.
رامین حسین‌ پور شناخته شده برای کارگردانی فیلم مستند کوتاه صورتگر است. بهترین فعالیت سینمایی او در عرصه بین‌المللی کارگردانی فیلم مستند کوتاه صورتگر "Sculpture" در سال ۲۰۲۲ است  و این فیلم کوتاه با نام ویدئو آرت صورتگر نیز شناخته می‌شود،صورتگر ساخته رامین حسین پور در ۲ شاخه ویدئو آرت و فیلم کوتاه در فستیوال‌های جهانی حضور رسمی داشته است. 

## ژانر
این فیلم در دسته، فیلم کوتاه و فیلم مستند و پویانمایی و موسیقی قرار می‌گیرد. که مضمون آن روایت داستان آشنایی جلال الدین محمد رومی و شمس تبریزی است. روایت داستان صورتگر به رابطه جلال الدین محمد رومی و شمس تبریزی در سال ۶۴۲ هجری برمی گردد، مولانا و شمس تبریزی شاعران پارسی زبان هستند.

## فعالیت‌ها
فیلم مستند کوتاه «صورتگر» در حال حاضر در رقابت برای واجد شرایط شدن در آکادمی اواردز (انگلیسی: Academy Awards) آمریکا و کانادا، بفتا ۲۰۲۶ در فستیوال‌های بین‌المللی حضور رسمی دارد و جزء ۵۰ اثر برتر فیلم کوتاه و مستند و موسیقی در IMDb در سال های ۲۰۲۴ و ۲۰۲۵ قرار گرفته است.

## آلبوم‌ها
رامین حسین‌پور تاکنون پنج آلبوم راک با نام‌های Pretender (مدعی)، Ganjoor (VOL.1) (گنجور)، Contemporary (معاصر)، 8Choices (هشت انتخاب)، Avangard (VOL.1) (آوانگارد) منتشر کرده است. او همچنین چندین تک‌آهنگ در کارنامه هنری خود دارد.یکی از آلبوم‌های موفق او همکاری با استاد محمدعلی بهمنی با نام آلبوم هشت انتخاب است که او تمام آلات موسیقی و خوانش را بصورت مستقل انجام داده است.

## دستاوردها
رامین حسین‌پور موفق به کسب ۶۵ جایزه در جشنواره‌ها و فستیوال‌های معتبر بین‌المللی شده است.
| سال  | رویداد                                                       | جایزه    | جشنواره / سازمان                                             | توضیحات                                               |
| ---- | ------------------------------------------------------------ | -------- | ------------------------------------------------------------ | ----------------------------------------------------- |
| ۲۰۲۵ | نامزد رسمی بهترین کارگردان و بهترین فیلم کوتاه مستند         | نامزد    | Toronto International Nollywood Film Festival (TINFF) کانادا | جشنواره واجد شرایط اسکار کانادا                       |
| ۲۰۲۵ | برنده بهترین کارگردانی، بهترین مستند کوتاه و بهترین فیلم‌نامه | برنده    | Accolade Global Film Competition سن دیگو                     | جشنواره معتبر بین‌المللی در سن دیگو (جولای ۲۰۲۵)       |
| ۲۰۲۵ | برنده بهترین کارگردانی                                       | برنده    | IndieFEST Film Awards کالیفرنیا                              | آوریل ۲۰۲۵                                            |
| ۲۰۲۴ | برنده بهترین کارگردانی وفیلم نامه                            | برنده    | NYIFA® • New York International Film Awards                  | دسامبر ۲۰۲۴                                           |
| ۲۰۲۴ | برنده بهترین کارگردانی                                       | برنده    | Crown Point International Film Festival شیکاگو               | سپتامبر ۲۰۲۴                                          |
| ۲۰۲۴ | نامزد بهترین مستند کوتاه                                     | نامزد    | Festival Internazionale del Cinema di Salerno ایتالیا        | جشنواره بین‌المللی سالرنو با قدمت ۷۸ سال               |
| ۲۰۲۲ | رتبه سوم بهترین مستند کوتاه                                  | رتبه سوم | Rhode Island International Film Festival                     | جشنواره واجد شرایط آکادمی اسکار آمریکا، کانادا و بفتا |